# Ixtapa Challenger 1997
L'Ixtapa Challenger 1997 è stato un torneo di tennis facente parte della categoria ATP Challenger Series nell'ambito dell'ATP Challenger Series 1997. Il torneo si è giocato a Ixtapa in Messico dal 24 al 30 novembre 1997 su campi in cemento.

## Vincitori

### Singolare
Steve Campbell ha battuto in finale  Tuomas Ketola con il punteggio di 7–6, 6–1

### Doppio
Chris Haggard /  Maurice Ruah hanno battuto in finale  Bernardo Martínez /  Rogier Wassen con il punteggio di 6–4, 7–6